# Henrik Føhns
Henrik Bo Føhns (født 9. februar 1962) er en dansk journalist, der var vært på radioprogrammet Harddisken, som han også var med til at etablere i 1994. I 1998 var han også vært på Harddisken Colour på DR 2. I 2000 blev han programchef på TVropa for året efter at skifte til Børsens Nyhedsmagasin. I 2003 blev han redaktør på Samvirke, men i 2006 vendte han tilbage til Harddisken.
Han og Anders Høeg Nissen modtog i november 2014 Kryger-prisen. Han udgav i 2016 bog "Den Globale Puls" om sammenhængen mellem den digitale udvikling og menneskers udvikling.

I 1986-89 bookede han rockklubben Barbue og spillede guitar i bandet Boghandle.
Henrik Føhns er journalist fra Danmarks Journalisthøjskole og journalisthøjskolen i Utrecht. 